# Schroefraam

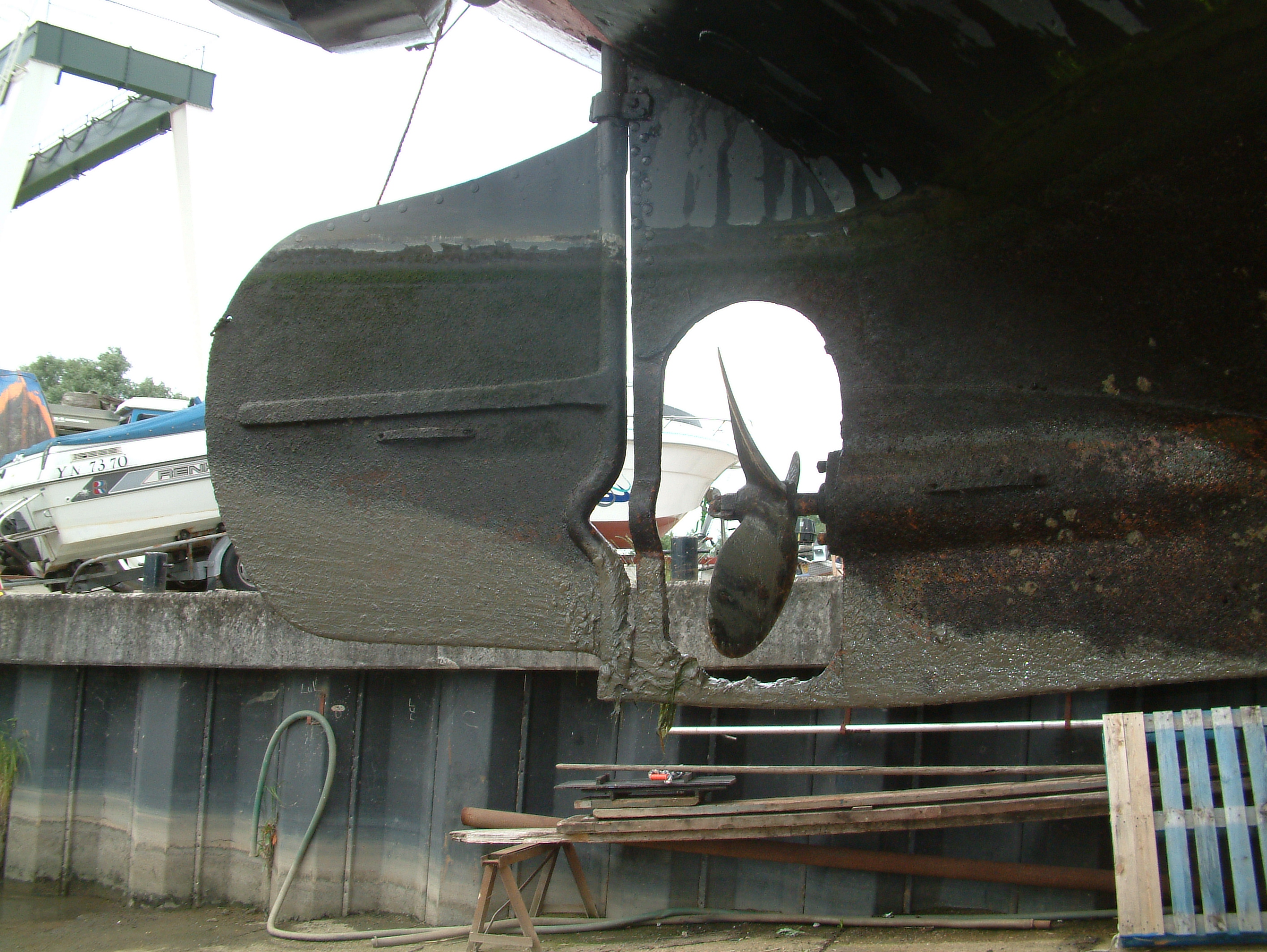
Een klassiek schroefraam

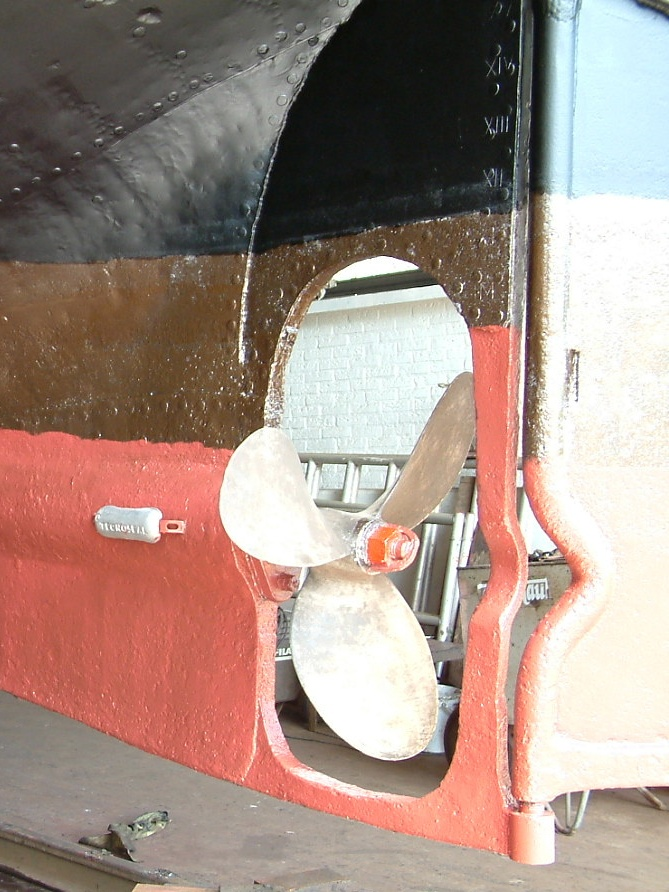

Een schroefraam is het frame aan de achterzijde van een schip, waar de schroef voor de voortstuwing in draait. Het is een onderdeel van de roerconstructie bij een doorgestoken roer en dient om de roerkoning van het roer een scharnierpunt op de hak te bieden. De hak is de onderkant van het schroefraam. Gewoonlijk is het schroefraam slechts enkele centimeters dik en vaak steekt het een klein stukje onder de lijn van de kielbalk uit. Daarmee loopt het schip dan het eerst aan de grond.
Aan de achterzijde van het schroefraam is in veel gevallen een bocht aangebracht, die voorziet in een mogelijkheid om de schroefas uit het schip te trekken. Als het schroefraam recht is, is er geen andere mogelijkheid dan deze van binnenuit uit de schroefaskoker te trekken. Dat kan alleen als daar in de machinekamer voldoende ruimte voor is. 